# Evelyne Hallová
Evelyne Ruth Hallová, rozená Davidsonová, později také Adamsová a Butlerová (10. září 1909 – 20. dubna 1993), byla americká sportovkyně, atletka. Na Olympijských hrách v roce 1932 získala stříbrnou medaili na běhu na 80 metrů překážek.